# Linaria peltieri
Linaria peltieri är en grobladsväxtart som beskrevs av Jules Aimé Battandier. Linaria peltieri ingår i släktet sporrar, och familjen grobladsväxter. Inga underarter finns listade i Catalogue of Life.